# Поляковце
Поляковце (словац. Poliakovce) — село в Словаччині, Бардіївському окрузі Пряшівського краю. Розташоване в північно-східній частині Словаччини, у Низьких Бескидах в долині Топлі.
Вперше згадується у 1414 році. Колишнє русинське село.
В селі є римкокатолицький костел з 1830 року, збудований в стилі класицизму.

## Населення
| Рік:            | 1993 | 2003    | 2013    | 2023    |
| --------------- | ---- | ------- | ------- | ------- |
| Кількість осіб: | 407  | 376     | 368     | 378     |
| Різниця:        |      | -7,61 % | -2,12 % | +2,71 % |

| Рік:            | 2022 | 2023    |
| --------------- | ---- | ------- |
| Кількість осіб: | 380  | 378     |
| Різниця:        |      | -0,52 % |

В селі проживає 372 осіб.
Національний склад населення (за даними останнього перепису населення — 2001 року):
- словаки — 99,49 %
- русини — 0,25 %
- українці — 0,25 %

Склад населення за приналежністю до релігії станом на 2001 рік:
- римо-католики — 94,16 %,
- греко-католики — 2,79 %,
- протестанти — 1,52 %,
- не вважають себе віруючими або не належать до жодної вищезгаданої церкви — 0,76 %